# Taira no Noritsune
En aquest nom japonès, el cognom és Taira.
Taira no Noritsune (平 教経) (1160 – 1185) va combatre a les Guerres Genpei, a les batalles de Mizushima, Ichi-no-Tani, i Dan-no-ura junt als seus camarades del clan Taira. Suposadament va morir ofegant-se a si mateix a la Dan-no-ura, mentre subjectava a un guerrer Minamoto amb cada braç. A l'obra de teatre clàssica sobre els fets, el personatge es disfressa adoptant la identitat del monjo 'Yokawa no Kakuhan', fins que és obligat a confessar la seva vertadera identitat per en Benkei.